# ルピヤック
ルピヤック（Loupiac, ルピアック、ルーピャックなどとも表記）は、フランス南西部ヌーヴェル＝アキテーヌ地域圏ジロンド県のコミューン。村単独のAOCワインルピアックを産する。